# DBT Capital
DBT Capital är ett privat, svenskgrundat fintech-bolag grundat 2017 verksamt inom långsiktig kreditgivning till små- och medelstora tillväxtbolag på svenska marknaden. DBT är registrerat finansiellt institut hos Finansinspektionen och har lånegarantier från Europeiska Investeringsfonden (EIF). Bolaget är verksamt på den svenska marknaden.

## Historia
Aktiebolaget DBT Capital AB registrerades hösten 2016 av nationalekonomen Alexis Kopylov och entreprenören Jonas Engwall. 
Alexis Kopylov var vid tiden verksam som strategikonsult arbetandes med små- och medelstora tillväxtföretag och hade i sitt arbete återkommande mött entreprenörer och företagsledare som hade svårt att hitta finansiering för sina verksamheters tillväxt. Entreprenören Jonas Engwall hade själv mött svårigheten när han grundat och byggt svenska utmanarvarumärket Skruf Snus och senare som investerare.
2017 registrerades bolaget som finansiellt Institut hos Finansinspektionen, varpå DBT Capital inleder sin långivning till företagskunder som vid den tiden helt finansierades med egna medel. I augusti rekryterades Ulrika Valassi till rollen som kreditansvarig, från Landshypoteket Bank.
I april 2018 offentliggjorde bolaget att man säkrat 200 miljoner kronor i externt finansiering från Östersjöstiftelsen, som tidigare investerat i bland annat Oatly.
I mars 2019 offentliggjorde DBT att man säkrat ytterligare finansiering om 400 miljoner kronor från en internationell kapitalförvaltare och en svensk bank för utlåning till SME-företag.
I april 2019 offentliggjorde bolaget ett samarbete med Europeiska Investeringsfonden, som utgör del av Europeiska Investeringsbanken, genom vilket DBT blev den första privata långivaren i Sverige som erhöll EIF:s stöd inom ramen för InnovFin SME Guarantee Facility. Samarbetet kom att möjliggöra 800 miljoner kronor i nyutlåning till svenska små- och medelstora företag (SME-företag). Kort därefter, i april 2020, stängde bolaget sin a-runda om 27 miljoner kronor, för att finansiera sin tillväxt och investeringar i sin teknikplattform för företagsanalys, risk- och kredithantering.
I mars 2021 offentliggjorde Europeiska Investeringsfonden att man ingått ett nytt avtal med DBT gällande garantier för utlåning av ytterligare 1,5 miljarder kronor. Kort därefter säkrade DBT ett ytterligare finansieringsavtal tillsammans med den ledande brittiska SME långivare, NatWest plc., med möjlighet att låna ut 1 miljard kronor till svenska SME företag.
I november samma år stängde DBT en A-runda om 250 miljoner kronor i nytt aktiekapital för att accelerera tillväxten. Det svenska börsnoterade investmentbolaget Öresund ledde rundan tillsammans med Öhman AB och tidigare ägare. Ägartillskottet gör det möjligt för DBT att ytterligare förstärka sin marknadsposition, utöka sitt erbjudande samt fortsätta att investera i och vidareutveckla den tekniska plattformen.  
I oktober 2022 stängde DBT en ny skuldfacilitet med den befintliga bankpartnern NatWest samt den amerikanska kapitalförvaltaren Värde Partners om totalt 3,1 miljarder kronor. I samband med detta hade DBT sedan starten stöttat flera  hundra svenska företag med över 2 miljarder kronor i tillväxtkapital.
I mars 2023 offentliggörs att Swedbanks tidigare koncernchef och VD Michael Wolf investerat i DBT Capital och i samband med detta tillträder styrelsen som ledamot.

## Utmärkelser
Financial Times-anknutna mediehuset Sifted listade 2020 DBT Capital som ett av de mest lovande tillväxtföretagen i Norden
I mars 2022 var DBT ett av bolagen på Financial Times ansedda lista "FT 1000: the sixth annual list of Europe’s fastest-growing companies"

## Produkter och tjänster

### Låneprodukter
DBT erbjuder långsiktig lånefinansiering, upp till fem år, i spannet 3-35 miljoner kronor till svenska aktiebolag med beprövad affärsmodell och som därigenom kan påvisa tillväxt.
Räntan på lånen ligger i spannet 7-9 procent på årsbasis, med löptider på upp till 5 år